# ترنر برادکستینگ سیستم
ترنر برادکستینگ سیستم (به انگلیسی Turner Broadcasting System) یا به شکل خلاصه ترنر،به معنی سامانه پخش ترنر، یک شرکت رسانه‌ای آمریکایی و از زیرمجموعه‌های تایم وارنر است. عمده فعالیت این شرکت در عرصه تلویزیون کابلی است. مؤسس شرکت تد ترنر بوده و سال تأسیس آن به ۱۹۷۰ برمی‌گردد. مرکز اصلی شرکت نیز هم‌اکنون در آتلانتا قرار دارد.
از شبکه‌های مشهور زیرمجموعه آن می‌توان به سی‌ان‌ان و کارتون نت‌ورک اشاره نمود.

## پیوندها
وب‌گاه رسمی